# Des instants inoubliables
Des instants inoubliables est le quatorzième album de la série Les Bidochon créée par Christian Binet, paru en 1996.

## Synopsis
Cueillettes de champignons, barbecues, sorties au restaurant entre amis, les instants inoubliables de la vie à deux.

## Commentaires
- Le grand retour de Gisèle et René, les témoins de mariage de Robert et Raymonde, qui sont maintenant en couple.
- Cet album marque un tournant dans la vie du couple qui n'est plus le seul à avoir la voix au chapitre.

## Couverture
Robert et Raymonde, l'air blasé, dans leur jardin affairés sur le barbecue. Elle porte les ustensiles sur un plateau ; il fait cuire une saucisse lourde de significations.